# Forever Changes
Forever Changes is het derde studioalbum van de Amerikaanse rockband Love. Het album is uitgebracht op 1 november 1967 door Elektra Records.
Het album is vaak uitgeroepen tot een van de beste albums ooit: het tijdschrift Mojo rangschikte het bijvoorbeeld als het 11e beste album aller tijden in 1995, hoewel het in 1967 slechts nummer 154 bereikte op de officiële albumlijst van de VS. In het VK deed het album het echter iets beter, met een piek op nummer 24 in de Official Albums Chart in Februari 1968.

## Nummers
| Nr. | Titel                               | Duur |
| --- | ----------------------------------- | ---- |
| 1.  | Alone Again Or (Bryan MacLean)      | 3:15 |
| 2.  | A House is Not a Motel (Arthur Lee) | 3:25 |
| 3.  | Andmoreagain (Arthur Lee)           | 3:15 |
| 4.  | The Daily Planet (Arthur Lee)       | 3:25 |
| 5.  | Old Man (Bryan MacLean)             | 2:59 |
| 6.  | The Red Telephone (Arthur Lee)      | 4:45 |

| Nr. | Titel                                                                          | Duur |
| --- | ------------------------------------------------------------------------------ | ---- |
| 1.  | Maybe the People Would Be the Times or Between Clark and Hilldale (Arthur Lee) | 3:30 |
| 2.  | Live and Let Live (Arthur Lee)                                                 | 5:24 |
| 3.  | The Good Humor Man He Sees Everything Like This (Arthur Lee)                   | 3:00 |
| 4.  | Bummer in the Summer (Arthur Lee)                                              | 2:20 |
| 5.  | You Set the Scene (Arthur Lee)                                                 | 6:48 |

## Musici
- Arthur Lee – gitaar, zang
- Bryan MacLean – gitaar, zang
- Johnny Echols – gitaar
- Ken Forssi – basgitaar
- Michael Stuart-Ware - drums